# Trypanaeus ampullaceus
Trypanaeus ampullaceus är en skalbaggsart som beskrevs av Lewis 1888. Trypanaeus ampullaceus ingår i släktet Trypanaeus och familjen stumpbaggar. Inga underarter finns listade i Catalogue of Life.